# Mixophyes balbus
Mixophyes balbus är en groddjursart som beskrevs av Ian Rothwell Straughan 1968. Mixophyes balbus ingår i släktet Mixophyes och familjen Myobatrachidae. Inga underarter finns listade i Catalogue of Life.

## Utseende
Honor är med en kroppslängd av 74 till 80 mm större än hannar som blir 60 till 63 mm långa. Bålens ovansida och extremiteterna har en gulgrå, brun eller olivgrön grundfärg. På bålen förekommer mörka fläckar och armar samt benen har mörka tvärstrimmor. På varje sida sträcker sig en svartaktig strimma från näsans spets över ögonen. Simhud finns endast delvis mellan bakfötternas tår men inte mellan fingrarna.

## Utbredning
Utbredningsområdet är en bredare remsa vid havet i östra delen av delstaten New South Wales i Australien. Arten lever i låglandet och i bergstrakter mellan 20 och 1400 meter över havet. Individerna vistas främst vid vattendrag i regnskogar och ibland i fuktiga skogar med hårdbladsväxter eller i torra galleriskogar.

## Ekologi
Fortplantningen sker mellan september och april. Hannarna gömmer sig i lövskiktet eller i en jordhåla när de ropar efter en hona. Efter parningen lägger honan cirka 500 ägg. De göms i en liten sänka i delar av vattendraget med låg vattenflöde, ofta i skyddet av en sten. Grodynglens metamorfos avslutas efter ett år.

## Hot
Beståndet hotas av skogsbruk och av skogens omvandling till betesmark. Grodyngel av Mixophyes balbus iakttogs invid inhemska fiskarter och troligtvis har de utvecklad förmåga att undvika angrepp. Det är oklart om grodynglen kan smita från introducerade fiskar som östlig moskitfisk (Gambusia holbrooki), arter av släktet karpar (Cyprinus) eller laxfiskar. Hela populationen av vuxna exemplar antas vara mindre an 10 000. IUCN kategoriserar arten globalt som sårbar.